# Villa Friváldszky-Mauthner-Pálffy
Le villa Friváldszky-Mauthner-Pálffy (en hongrois : Friváldszky-Mauthner-Pálffy-villa) est un édifice situé dans le 12e arrondissement de Budapest.

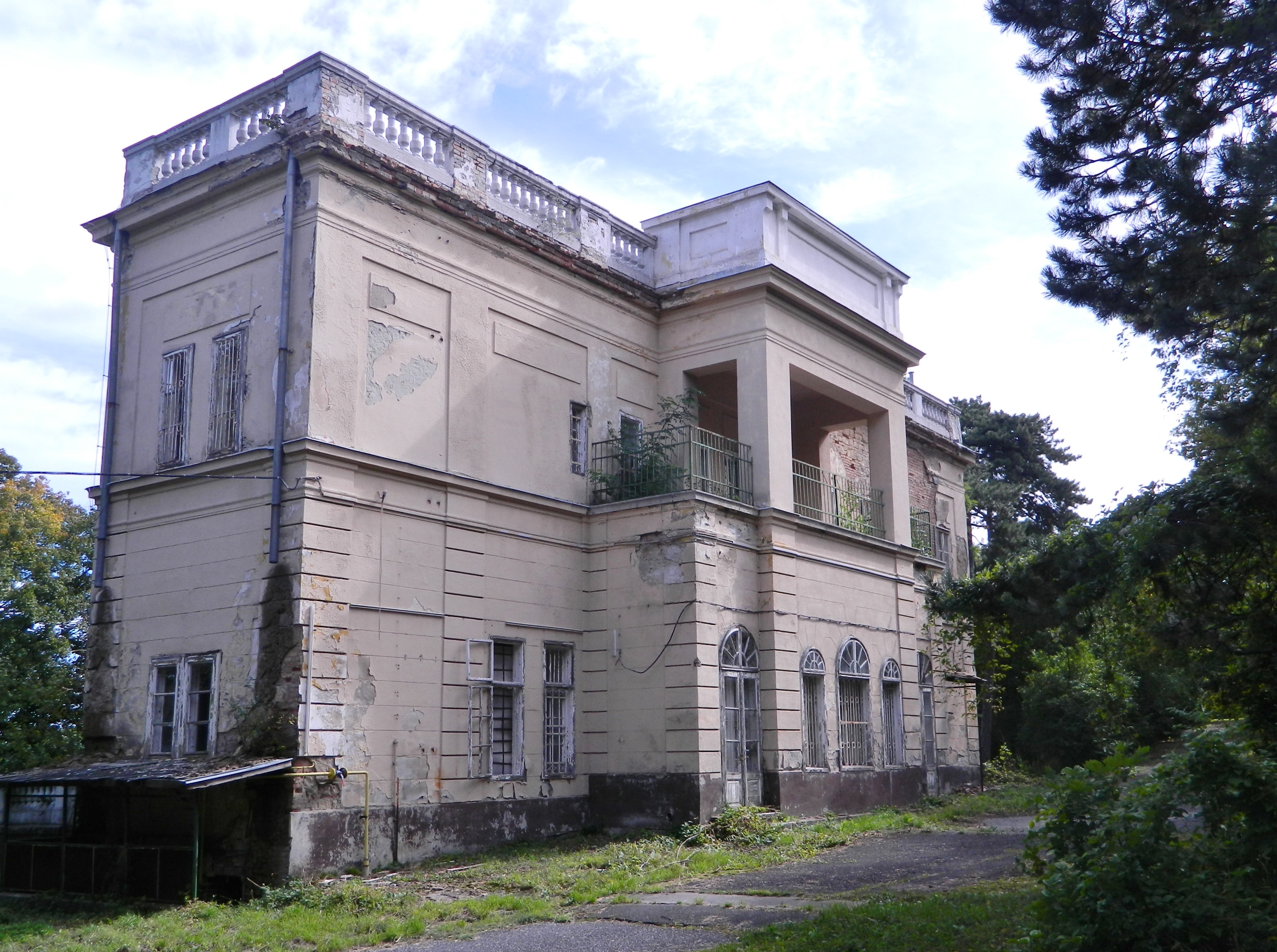
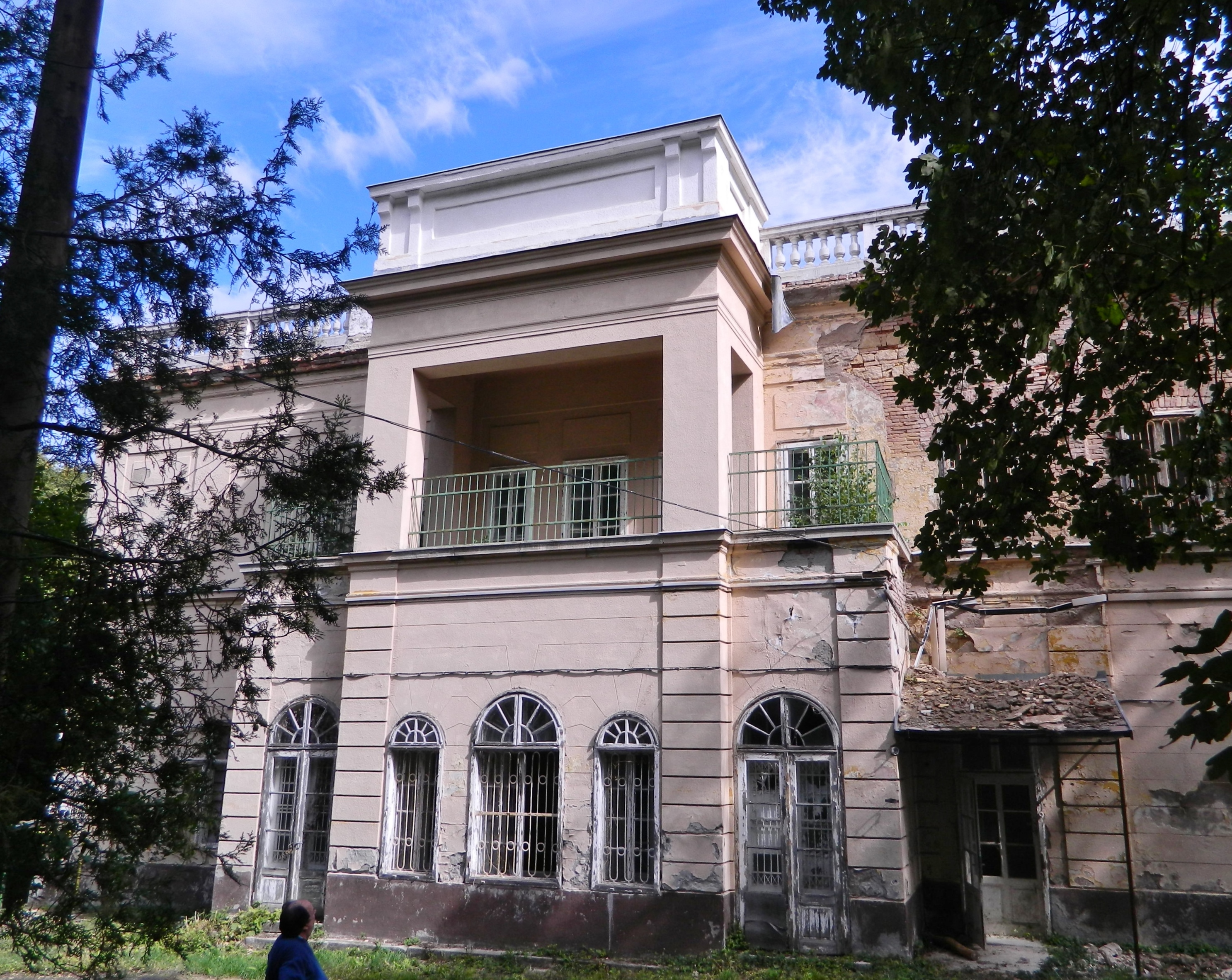
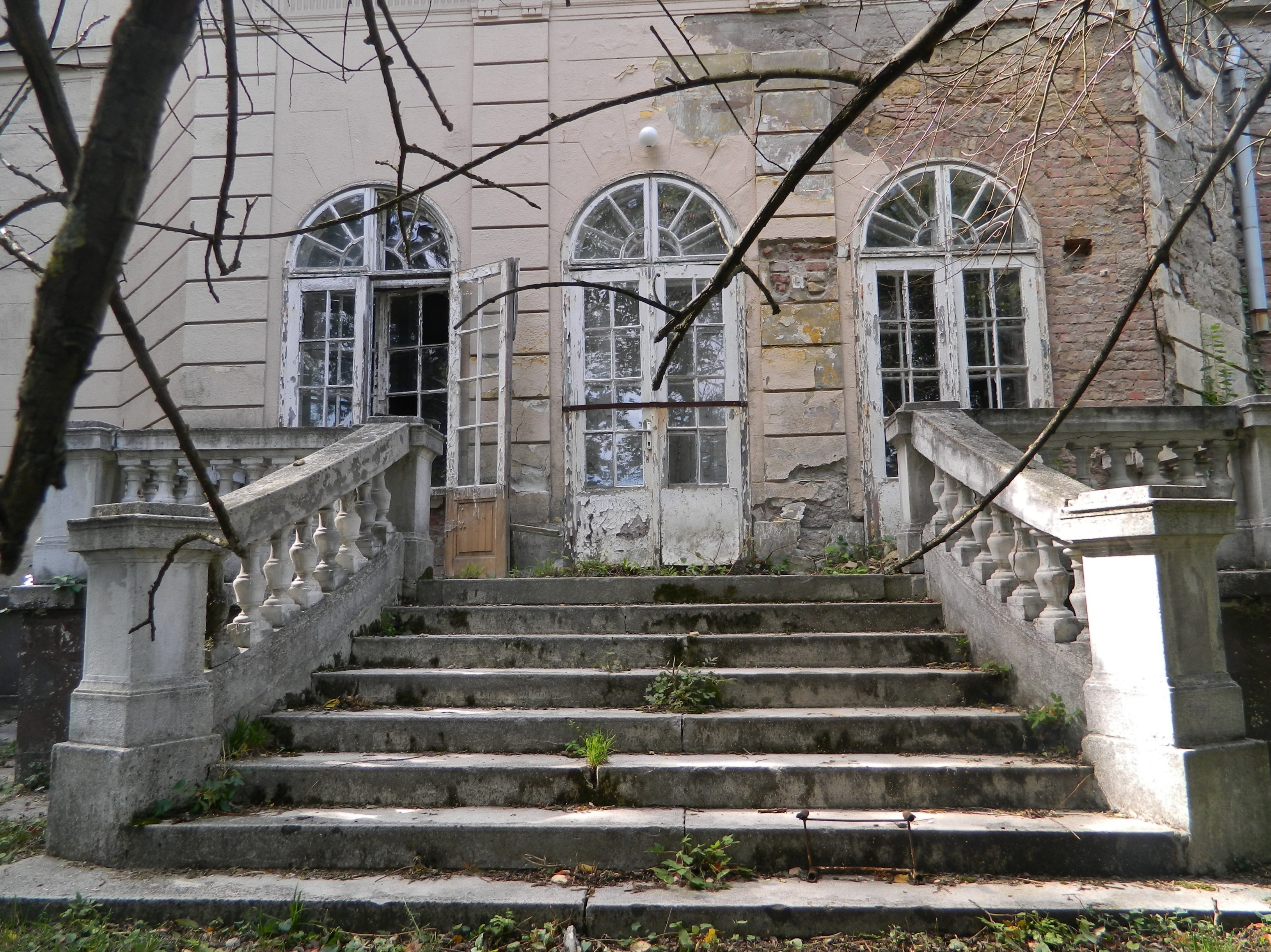
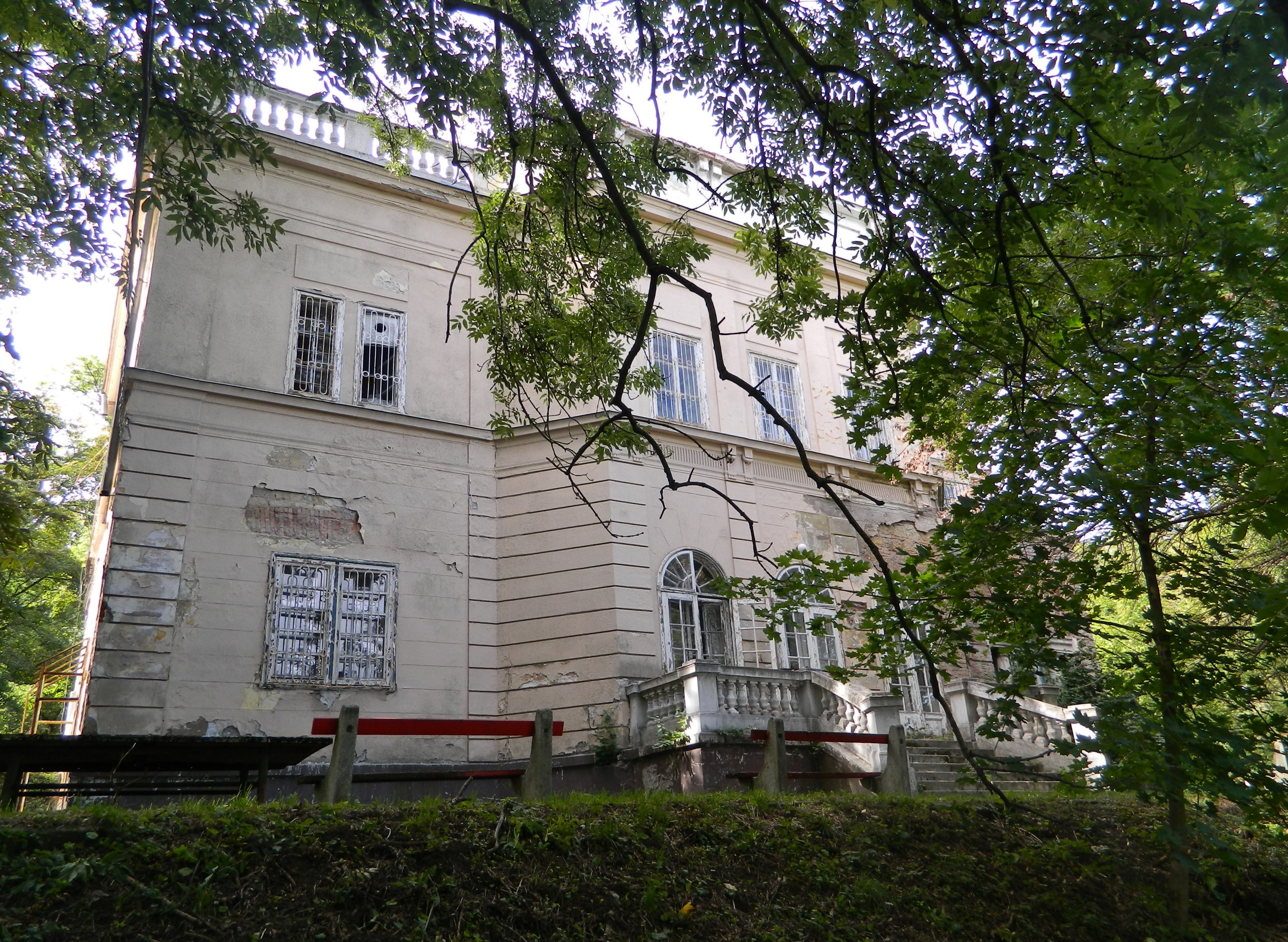